# Robert Hale Merriman
Robert Hale Merriman   (Eureka, 17 de novembre de 1908 - Gandesa, 2 d'abril de 1938) fou un professor i economista estatunidenc de la Universitat de Califòrnia que esdevingué el nord-americà de major graduació dels que participaren en la Guerra Civil espanyola. Fou comandant del Batalló Lincoln de la XV Brigada Internacional durant la Guerra Civil espanyola, en la qual va arribar a ocupar el càrrec de Cap d'Estat Major.

## Anys de formació
Era originari de Nevada, on anà a la Universitat. Posteriorment, va obtenir una beca per a la Universitat de Califòrnia a Berkeley, on es graduà en Economia. Viatjà amb una beca a Moscou on conegué Louis Fischer. Des d'allà marxà cap a Espanya i hi entrà per València, on arribà la primeria de l'any 1937.

## Participació en la Guerra Civil espanyola
S'incorporà a les Brigades Internacionals a Albacete, on substituí el comandant del recentment format Batalló Lincoln, el qual dirigí en la seva participació en la batalla del Jarama, així com en la de Brunete. A Belchite, on fou greument ferit, passà a ser Cap d'Estat Major de la XV Brigada.

## Mort en combat
Malgrat que durant dècades es va considerar que Merriman havia estat fet presoner pels franquistes i afusellat, el testimoni d'un antic membre de la Brigada, Fausto Villar, ha fet considerar als historiadors la possibilitat que morís en el replegament de la unitat de Batea cap a Gandesa el dia 2 d'abril del 1938, juntament amb el tinent Edgar James Cody, durant la retirada d'Aragó, quan quedaren col·lapsats en una zona de vinya, tot i que els seus cossos mai no foren recuperats.
Des del 7 d'abril de 2018 un relleu obra de l'escultora Mar Hernàndez Pongiluppi (Barcelona, 1984) situat al Poble Vell de Corbera d'Ebre el recorda a ell i al batalló A. Lincoln.

## Curiositats
Hom diu que la seva figura va inspirar Ernest Hemingway el personatge de Robert Jordan en la novel·la Per qui toquen les campanes.